# Antoine Ferrein

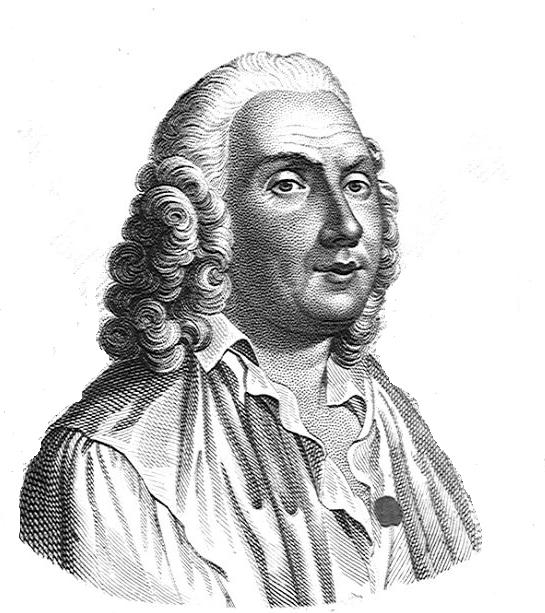
Antoine Ferrein

Antoine Ferrein  (* 25. Oktober 1693 in Frespech/Agen (Lot-et-Garonne); † 28. Februar 1769 in Paris) war ein französischer Mediziner, Anatom und Chirurg.

## Leben und Wirken
Er war der Sohn des Antoine Ferrein und der Françoise d’Elprat, beides Mitglieder alter Familien aus der Region Agenais.
Er begann seine schulische Ausbildung am Jesuiten-Kolleg (Jésuites du collège) in Agen, wo er sich von 1706 bis 1712 mit theologischen, mathematischen und juristischen Fragen beschäftigte. Dann im Jahre 1713, verließ er Agens in Richtung Cahors, um sich weiter zu bilden. Hier beschäftigte er sich bis 1714 gleichzeitig mit Recht, Theologie und später intensiv mit der Medizin, denn durch das Lesen des Hauptwerkes  De motu animalium von Giovanni Alfonso Borelli beschloss Ferrein Medizin zu studieren.
Er begann seine medizinischen Studien im Jahre 1715 an der Universität Montpellier, wo er zwei Jahre später den akademischen Grad des Bachelor erhielt. Familiäre Gründe zwangen ihn, sein weiteres Studium zu unterbrechen. Er hielt also darin inne, um sich in der Provence niederzulassen. In Marseille gab er privaten Unterricht in Anatomie, Physiologie, aber auch in der Chirurgie. Sein Können wurde schnell von der medizinischen Gemeinschaft in Marseille bemerkt, und so wurde ihm  die Lehre über Pathologie, sowohl im Spital Hôtel-Dieu de Marseille, als auch an der Schule der Chirurgen des Krankenhauses für Sträflinge (hôpital des forçats) anvertraut. Er lehrte aber auch Chirurgie. Ferrein entwickelte ab 1717 mit François Pourfour du Petit eine als Boutonnière („Knopfloch“) bezeichnete Starstich-Technik.
Später ging er nach Montpellier zurück, vervollkommnete seine chirurgischen Fertigkeiten und medizinischen Kenntnisse. Am 27. September 1728 wurde er zum Doktor der Medizin promoviert.
1732 ernannte man ihn zum Professor der Anatomie an der Universität Montpellier und er nahm eine Position als leitender Arzt der Armee (chef des hôpitaux militaires) an. In seiner Funktion als Anatomieprofessor vertrat er, als suppléant zeitweise Jean Astruc. Er ging diesen Aufgaben bis 1733 nach. Als Oberfeldarzt begleitete er den Feldzug französischer Truppen von 1733 bis 1735 in Italien. 1735 war an Bekämpfungsmaßnahmen bei einer Epidemie in der Region Vexin beteiligt.
Obgleich man für ihn einen dritten Lehrstuhl für Anatomie einrichten wollte, um ihn weiter für die Aufgaben als Professor der Anatomie an der Universität Montpellier zu halten, lehnte er diese Änderungen ab und verlegte seinen neuen Wirkort nach Paris.  In Paris wurde er 1738 zu einem Lizentaten an der medizinischen Fakultät ernannt, um dann 1741 einen Lehrstuhl für Anatomie an der Académie des sciences einzunehmen. Ein Jahr später wurde er am Collège de France Professor für Medizin und Chirurgie.
1741 untersuchte er die Kehlkopfstrukturen und fand dabei auch einen Zusammenhang zwischen Glottisgröße und Lautstärke der Stimme. Er verglich die Stimmlippen mit den Saiten einer Violine und prägte den Begriff cordes vocales. Ferrein überprüft und modifizierte Dodarts Theorie der Stimmbildung. Gemäß Ferrein bilden die Lippen der Glottis zwei wahre „Stimmbänder“. Töne entstehen allein aus den Schwingungen dieser cordes vocales, die von dem Strom der ausgeatmeten Atemluft erzeugt werden.
Im Jahr 1742 wurde er zum Professor der Chirurgie an der Faculté de médecine de Paris berufen, drei Jahre später 1745 übernahm er auch den Lehrstuhl für Pharmazie. Man beauftragte ihn im Jahre 1751 ferner die Lehre für Anatomie und Chirurgie am Jardin du Roi aufzunehmen.
Zwei Jahre vor seinem Tod, verlor er sein Gedächtnis und seine geistigen Fähigkeiten wurden geschwächt. Er starb am 28. Februar 1769, nach einem Schlaganfall. Man begrub ihn in Paris in der Kirche von Saint-André-des-Arts.

## Ehrungen
Verschiedene anatomische Eponyme  wurden in ihren Benennungen Antoine Ferrein gewidmet:
- Ductus Ferreini: auch Rivus lacrimalis; ein Raum zwischen dem geschlossenen Augenlid und dem Bulbus oculi durch den die Tränenflüssigkeit zum Punctum lacrimalis fließt.
- Foramen anonymum Ferreinii: auch Hiatus canalis nervi petrosi majoris, Durchtrittstelle des Nervus petrosus major

## Werke (Auswahl)
- Sur la structure du foie et sur ses vaisseaux. 1733.
- De la formation de la voix de  l’homme (1741) consultable en ligne
- Observations sur de nouvelles artères et veines lymphatiques (1744) online
- Sur les mouvements de la mâchoire inférieure (1744) online
- Sur les mouvements des deux mâchoires (1744)
- Rapport de Buffon, Mairan et Ferrein sur la méthode de Pereire (1749) online
- Sur la structure des viscères nommés glanduleux et particulièrement sur celle des reins et du foie (1749) online
- Traité des maladies des yeux (1759) consultable en ligne
- Mémoire sur l’inflammation des viscères du bas ventre (1766)
- Mémoire sur le véritable sexe de ceux qu’on appelle hermaphrodites (1767)
- Cours de médecine pratique (1769)
- Matière médicale extraite des meilleurs auteurs, et principalement du traité des médicamens de M. de Tournefort, et des leçons de M. Ferrein (1770)
- Eléments de chirurgie pratique (1771)